# Быстрянки (жуки)
Быстрянки (лат. Anthicidae) — семейство насекомых из отряда жесткокрылых, включающее около 3700 видов внесённых в примерно 100 родов и в 10 подсемейств.

## Описание
Это жуки от средних до очень мелких размеров; в длину достигают от 15 до 12 мм, реже до 17 мм. Шея очень тонкая в виде стебелька, примерно в три и более раз уже головы, голова очень подвижная. Глаза не выемчатые, глубоко фасетированные.
Известны мирмекоморфные виды (Anthelephila).

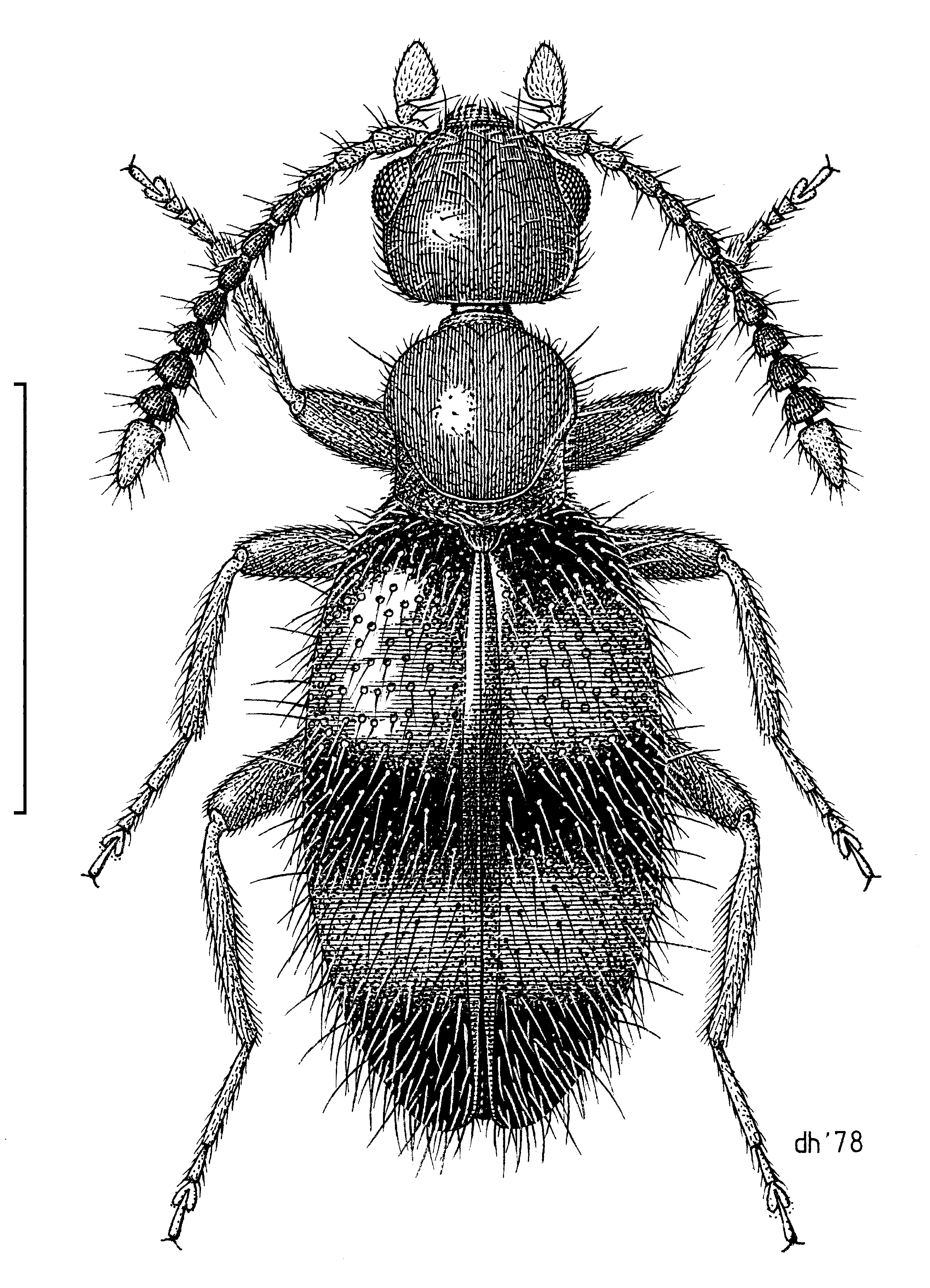
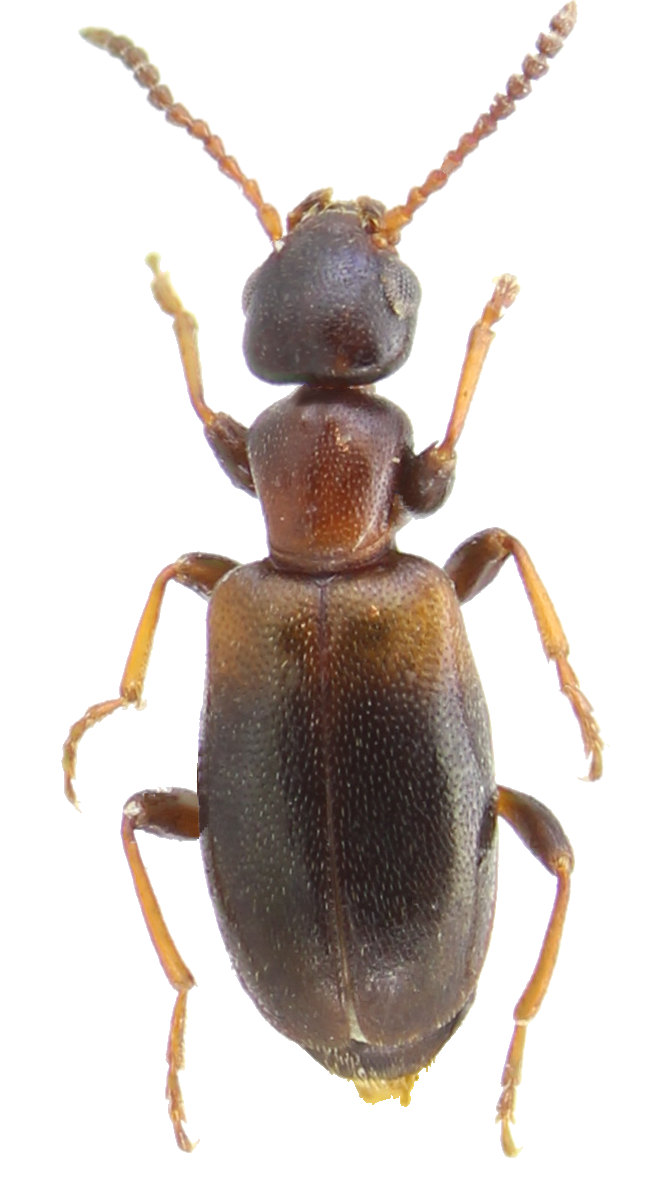

## Палеонтология
Большая часть ископаемых быстрянок происходит из балтийского янтаря. Древнейший представитель семейства, †Camelomorpha longicervix, был найден в раннемеловом ливанском янтаре.

## Хозяйственное значение
Жуки-быстрянки - главный опылитель мускатного ореха на коммерческих плантациях в Индии.

## Классификация
В семействе выделяют следующие подсемейства:
- Afreminae
- Anthicinae
- Copobaeninae
- Eurygeniinae
- Ischaliinae
- Lagrioidinae
- Lemodinae
- Macratriinae
- Steropinae
- Tomoderinae (Macrotomoderus, Tomoderus)